# Whispers (album)
Whispers – pierwszy album studyjny polskiej grupy muzycznej YSIGIM. Wydawnictwo ukazało się w 1996 roku nakładem amerykańskiej wytwórni Wild Rags Records. Płyta została nagrana w warszawskim Mortem Studios. Materiał nie został oficjalnie wydany w Polsce.

## Lista utworów
Opracowano na podstawie materiału źródłowego.
1. "Whispers" - 04:44
2. "Bringing Eternal" - 05:12
3. "My Eyes Fail in the Dark" - 07:01
4. "A Wilderness Like Eden" - 03:28
5. "Loneliness" - 06:23
6. "Self-Blessing" - 06:39
7. "Sleepness" - 04:50
8. "Journey into Nephesh" - 05:38
9. "Rain" - 06:23
10. "Silent" - 04:39
11. "Moon Goddess + Anything (Outro)" - 05:19

## Twórcy
- Marcin Rusinowski - wokal, gitara elektryczna
- Marcin Kowalski - perkusja
- Marcin Rusinowski - projekt okładki i grafika
- Katarzyna Świeczkowska - zdjęcia
- Robert Brylewski, Złota Skała - mastering